# Giovanni Raimondo Folch I de Cardona
Giovanni Raimondo Folch I de Cardona (Catalano: Joan Ramon Folc I de Cardona, detto Cap de Sant Joan Baptista, el Gambacoberta and el comte Camacurt; 1375 – Cardona, 11 marzo 1441), fu il secondo Conte di Cardona e Visconte di Vilamur dal 1400 alla sua morte.

## Origine
Giovanni Raimondo, secondo gli Anales de la Corona de Aragón, tomo II, era il figlio maschio del primo conte di Cardona, Barone di Bellpuig e Visconte di Vilamur, Ugo II, e della sua seconda moglie Beatrice de Luna, figlia di Pietro di Ejérica [Aragón] Barone di Ejérica e della moglie, Bonaventura di Arborea.

Ugo II di Cardona era il figlio primogenito del Conte di Empúries, Visconte di Cardona e primo Barone di Guadalest, Ugo I di Cardona e di sua moglie, Beatrice d'Anglesola, figlia del signore di Belpech, Guglielmo d'Anglesola, e, secondo alcuni sorella del Visconte di Vilamur, Raimondo II.

## Biografia
Nel 1395 fu inviato dalla Generalità di Catalogna in Sicilia per supplicare l'infante Martino l'Umano di tornare a prendere possesso dei suoi regni. La vigilia del giorno in cui Martino l'Umano venne incoronato re a Saragozza, il 13 aprile 1399, questi armò cavaliere Giovanni Raimondo e lo nominò Almirante d'Aragona.
Non si conosce la data esatta della morte di suo padre Ugo II, che avvenne verso il 1400.
Nei titoli di conte di Cardona e Visconte di Vilamur gli succedette Giovanni Raimondo, come Giovanni Raimondo Folch I de Cardona.
Nel 1409 prese parte alla spedizione che affrontò i Sardi nella battaglia di San Luri e contribuì al successo della Corona d'Aragona.

Dopo aver combattuto a fianco del figlio del re, anche lui di nome Martino, Re di Sicilia a Sanluri, fu presente alla sua morte, per malaria, ed al suo funerale  nel duomo di Cagliari.
Alla morte di Martino l'Umano, Giovanni Raimondo partecipò attivamente, come rappresentante dell'alta nobiltà catalana, agli scontri e alle trattative che si conclusero con il Compromesso di Caspe e alla elezione di Ferdinando d'Antequera, lasciò prontamente la sua fedeltà al partito di Giacomo d'Urgell e giurò fedeltà al nuovo re.

Giovanni Raimondo fu tra coloro che approvarono l'esproprio di tutti i beni dello sconfitto conte Giacomo d'Urgell.
Nel 1418 fu inviato al Concilio di Costanza come capo della delegazione della Corona d'Aragona e primo ambasciatore di re Alfonso V.
Nel 1423 ebbe il comando della squadra navale, composta da trenta navi e quattromila combattenti, che riportò a Napoli, il fratello del re, Pietro di Trastámara, per rioccupare la città.

l'impresa fu decisiva per la riconquista di Napoli. 
Durante il suo ritorno in Catalogna, Giovanni Raimondo saccheggiò il porto di Marsiglia, il 19 novembre 1432.
Il re Alfonso V gradì molto i servizi di Giovanni Raimondo I, che concesse a suo figlio ed erede, anche lui di nome Giovanni Raimondo, il titolo ed i beni della contea di Prades.
Nel 1436, Giovanni Raimondo si ritirò a vivere nella contea di Cardona, trascorrendo gli ultimi anni di vita lontano dagli intrighi di corte e dedicandosi al migliorare le strutture della contea.
Giovanni Raimondo I morì l'11 marzo 1441, a Cardona, dove fu tumulato nella chiesa collegiata di Sant Vincenç.

Gli succedette il figlio, Giovanni Raimondo, come Giovanni Raimondo II.

## Matrimoni e discendenza
Giovanni Raimondo sposò nell'aprile 1391 (il contratto di matrimonio era stato redatto nel luglio 1377) Giovanna di Gandia (?-1419), figlia di Alfonso IV di Ribagorza, conte di Dénia, marchese di Villena, conte di Ribagorza, signore di Dénia e duca di Gandia e della moglie, Violante Jiménez de Arenós.

Giovanni Raimondo da Giovanna di Gandia ebbe sei figli:
- Giovanni Raimondo (1400-1471), erede e successore al titolo[7],
- Ugo (1405-1470), signore del Real de Gandía[7], che sposò Bianca di Navarra, signora di Caparroso.
- Giacomo (1405-1466), vescovo di Vic (1445-1459) e Presidente de la Generalitat de Catalunya (1443-1446)[7],
- Giovanna[7],
- Eleonora,
- Pietro.

Dopo essere rimasto vedovo, Giovanni Raimondo progettò di sposarsi con Cecilia di Urgel, figlia del conte Pietro II di Urgell, ma le trattative non andarono a buon fine.

## Ascendenza
|                                                         |                                                 |                                               | Genitori                                       |  |  | Nonni |  |  | Bisnonni                               |  |  | Trisnonni                              |  |
|                                                         |                                                 |                                               |                                                |  |  |       |  |  | Raimondo Folco VI, visconte di Cardona |  |  | Raimondo Folco IV, visconte di Cardona |  |
|                                                         |                                                 |                                               |                                                |  |  |       |  |  | Raimondo Folco VI, visconte di Cardona |  |  | Raimondo Folco IV, visconte di Cardona |  |
|                                                         |                                                 | Sibilla di Empuries                           |                                                |  |  |       |  |  | Raimondo Folco VI, visconte di Cardona |  |  |                                        |  |
| Ugo I, visconte di Cardona                              |                                                 |                                               |                                                |  |  |       |  |  | Raimondo Folco VI, visconte di Cardona |  |  |                                        |  |
|                                                         |                                                 | Maria Álvarez de Haro                         | Juan Alfonso de Haro, signore di Los Cameros   |  |  |       |  |  |                                        |  |  |                                        |  |
|                                                         |                                                 | Maria Álvarez de Haro                         | Juan Alfonso de Haro, signore di Los Cameros   |  |  |       |  |  |                                        |  |  |                                        |  |
|                                                         |                                                 | Maria Álvarez de Haro                         | Constanza Alfonso de Meneses                   |  |  |       |  |  |                                        |  |  |                                        |  |
| Ugo II Folco, conte di Cardona                          |                                                 | Maria Álvarez de Haro                         |                                                |  |  |       |  |  |                                        |  |  |                                        |  |
|                                                         |                                                 | Guglielmo IV d'Anglesola, signore di Bellpuig | Guglielmo III d'Anglesola, signore di Bellpuig |  |  |       |  |  |                                        |  |  |                                        |  |
|                                                         |                                                 | Guglielmo IV d'Anglesola, signore di Bellpuig | Guglielmo III d'Anglesola, signore di Bellpuig |  |  |       |  |  |                                        |  |  |                                        |  |
|                                                         |                                                 | Guglielmo IV d'Anglesola, signore di Bellpuig | Costanza d'Alagona                             |  |  |       |  |  |                                        |  |  |                                        |  |
| Beatrice di Anglesola, signora di Bellpuig              |                                                 | Guglielmo IV d'Anglesola, signore di Bellpuig |                                                |  |  |       |  |  |                                        |  |  |                                        |  |
|                                                         |                                                 | Beatrice de Pailhars                          | Arnaldo Ruggero I, conte di Pallars Sobirà     |  |  |       |  |  |                                        |  |  |                                        |  |
|                                                         |                                                 | Beatrice de Pailhars                          | Arnaldo Ruggero I, conte di Pallars Sobirà     |  |  |       |  |  |                                        |  |  |                                        |  |
|                                                         |                                                 | Beatrice de Pailhars                          | Làscara Lascaris di Ventimiglia                |  |  |       |  |  |                                        |  |  |                                        |  |
| Giovanni Raimondo Folco I, conte di Cardona             |                                                 | Beatrice de Pailhars                          |                                                |  |  |       |  |  |                                        |  |  |                                        |  |
|                                                         | Pedro II Martinez de Luna, signore di Almonacid | Pedro I Martinez de Luna, signore Almonacid   |                                                |  |  |       |  |  |                                        |  |  |                                        |  |
|                                                         | Pedro II Martinez de Luna, signore di Almonacid | Pedro I Martinez de Luna, signore Almonacid   |                                                |  |  |       |  |  |                                        |  |  |                                        |  |
|                                                         | Pedro II Martinez de Luna, signore di Almonacid | Violante de Alagón y Aragón                   |                                                |  |  |       |  |  |                                        |  |  |                                        |  |
| Pedro III Martinez de Luna, signore di Almonacid e Pola | Pedro II Martinez de Luna, signore di Almonacid |                                               |                                                |  |  |       |  |  |                                        |  |  |                                        |  |
|                                                         |                                                 | Marchesa di Saluzzo                           | Filippo di Saluzzo                             |  |  |       |  |  |                                        |  |  |                                        |  |
|                                                         |                                                 | Marchesa di Saluzzo                           | Filippo di Saluzzo                             |  |  |       |  |  |                                        |  |  |                                        |  |
|                                                         |                                                 | Marchesa di Saluzzo                           | …                                              |  |  |       |  |  |                                        |  |  |                                        |  |
| Beatrice de Luna                                        |                                                 | Marchesa di Saluzzo                           |                                                |  |  |       |  |  |                                        |  |  |                                        |  |
|                                                         |                                                 | Pietro d'Aragona, barone di Xèrica            | Giacomo II d'Aragona, barone di Xèrica         |  |  |       |  |  |                                        |  |  |                                        |  |
|                                                         |                                                 | Pietro d'Aragona, barone di Xèrica            | Giacomo II d'Aragona, barone di Xèrica         |  |  |       |  |  |                                        |  |  |                                        |  |
|                                                         |                                                 | Pietro d'Aragona, barone di Xèrica            | Beatrice di Lauria, signora di Cocentaina      |  |  |       |  |  |                                        |  |  |                                        |  |
| Elsa de Aragón                                          |                                                 | Pietro d'Aragona, barone di Xèrica            |                                                |  |  |       |  |  |                                        |  |  |                                        |  |
|                                                         |                                                 | Bonaventura di Arborea                        | Ugone II, giudice di Arborea                   |  |  |       |  |  |                                        |  |  |                                        |  |
|                                                         |                                                 | Bonaventura di Arborea                        | Ugone II, giudice di Arborea                   |  |  |       |  |  |                                        |  |  |                                        |  |
|                                                         |                                                 | Bonaventura di Arborea                        | Benedetta                                      |  |  |       |  |  |                                        |  |  |                                        |  |
|                                                         |                                                 | Bonaventura di Arborea                        |                                                |  |  |       |  |  |                                        |  |  |                                        |  |

### Fonti primarie
- (ES)  Anales de la Corona de Aragón, tomo II).

### Letteratura storiografica
- Edward Armstrong, L'Italia al tempo di Dante, in "Storia del mondo medievale", vol. VI, 1999, pp. 235–296
- Romolo Caggese, Italia,1313-1414, in "Storia del mondo medievale", vol. VI, 1999, pp. 297–331
- Hilda Johnstone, Francia: gli ultimi capetingi, in "Storia del mondo medievale", vol. VI, 1999, pp. 569–607